# Messor kisilkumensis
Messor kisilkumensis es una especie de hormiga del género Messor, subfamilia Myrmicinae. 

## Distribución
Esta especie se encuentra en Kazajistán y Turkmenistán.